# Селенохронологическая шкала
Селенохронологическая шкала — геологическая временная шкала истории Луны. Эта шкала разделена на пять периодов: коперниковский, эратосфенский, имбрийский (подразделяется на позднеимбрийскую и раннеимбрийскую эпохи), нектарский и донектарский периоды.
Селенохронологическая шкала построена на основе и относительных, и абсолютных датировок различных деталей поверхности Луны. Относительные датировки определяют по перекрытию деталей рельефа друг с другом, а абсолютные — по количеству кратеров, накопившихся на них за время их существования, и по радиоизотопным данным. Материалами для селенохронологических исследований служат:
- фотографии поверхности с орбитальных аппаратов;
- образцы пород, доставленные на Землю или изученные посадочными модулями;
- дистанционные измерения (сейсмические, гравитационные и прочие).

## Стратиграфия Луны
Хотя в настоящее время поверхность Луны практически неизменна (не считая ударов небольших метеоритов и появления мелких тектонических объектов), на ней остались следы прошлой вулканической деятельности и сильнейших столкновений. Эти события позволяют разделить историю Луны на несколько больших периодов. Границы периодов и эпох (кроме коперниковского и эратосфенского периода, а также нижней границы донектарского) проведены по крупным ударным событиям, изменившим лунный ландшафт на большой площади, а их датировка основана на радиометрическом анализе образцов, доставленных на Землю «Аполлонами» и «Лунами». Наиболее детально геологическая история поверхности Луны реконструирована Доном Вилхелмсом.
| Период                       | Период                       | Начало, млрд. лет назад | Основные события |
| ---------------------------- | ---------------------------- | ----------------------- | --- |
| Коперниковский               | Коперниковский               | 1,100                   | Вулканическая деятельность полностью прекратилась. Появляются кратеры с сохранившимися доныне лучами (типичный пример — Коперник).                                                                           |
| Эратосфенский                | Эратосфенский                | 3,200                   | Вулканическая деятельность спадает — изливаются лишь отдельные потоки лавы. Появляются кратеры, у которых доныне сохранился почти первозданный рельеф, но не сохранились лучи (типичный пример — Эратосфен). |
| Имбрийский                   | Позднеимбрийская эпоха       | 3,800                   | Интенсивные излияния лавы в ударные бассейны. Образовалась бо́льшая часть поверхности сохранившихся доныне лунных морей.                                                                                      |
| Имбрийский                   | Раннеимбрийская эпоха        | 3,850                   | Падение большого астероида формирует бассейн Моря Дождей. |
| Нектарский (птолемеевский)   | Нектарский (птолемеевский)   | 3,920                   | В результате ударных процессов формируется бассейн Моря Нектара и другие основные бассейны Луны. |
| Донектарский (гиппарховский) | Донектарский (гиппарховский) | 4,533                   | Формирование лунной коры. |

## История
Впервые условное стратиграфическое деление лунных пород было составлено Шумейкером и Хэкманом в 1962 году после получения первых детальных снимков Луны с близкого расстояния. Эта шкала не имела чёткой временной привязки из-за отсутствия образцов для датирования.
| Номенклатура, принятая на геологических картах Луны | Шумейкер, Хэкман (1959—1963) | Шумейкер, МакКоли (1963—1970) | Шумейкер, МакКоли (1963—1970) | Вилхелмс (1970—1975) | Стьюарт-Александер, Вилхелмс (1975—1979) | Вилхелмс (с 1979) | Вилхелмс (с 1979)  |
| Системы                                             | Коперниковская               | Коперниковская                | Коперниковская                | Коперниковская       | Коперниковская                           | Коперниковская    | Коперниковская     |
| Системы                                             | Эратосфенская                | Эратосфенская                 | Эратосфенская                 | Эратосфенская        | Эратосфенская                            | Эратосфенская     | Эратосфенская      |
| Системы                                             | Процелларийская              | Имбрийская                    | Архимедовская                 | Имбрийская           | Имбрийская                               | Имбрийская        | Верхняя Имбрийская |
| Системы                                             | Имбрийская                   | Имбрийская                    | Апеннинская                   | Имбрийская           | Имбрийская                               | Имбрийская        | Нижняя имбрийская  |
| Системы                                             | Доимбрийская                 | Доимбрийская                  | Доимбрийская                  | Доимбрийская         | Нектарская                               | Нектарская        | Нектарская         |
| Системы                                             | Доимбрийская                 | Доимбрийская                  | Доимбрийская                  | Доимбрийская         | Донектарская                             | Донектарская      | Донектарская       |